# مايان السيد
مايان السيد (9 نوفمبر 1997 - ) هي ممثلة مصرية. ولدت في القاهرة، بحي السيدة زينب.

## مشوارها الفني
في عالم الدراما التليفزيونية بدأت مايان التمثيل، شاركت في المسلسل الدرامي كأنه إمبارح، حيث تم التصوير في إحدى الفيلات بمنطقة 6 أكتوبر، قدمت مشاهد جمعتها بالفنانة وفاء سالم، ومحمد سليمان والفنانة رانيا يوسف، وأحمد وفيق، وأحمد خليل، العمل من تأليف وإشراف الكاتبة مريم ناعوم، ومن إخراج حاتم علي.
جاء ترشيحها من المخرج حاتم عليً بعد بروزها في مسلسل ظل الرئيس، بطولة ياسر جلال، ومحمود عبد الغني، هنا شيحة، وكان دورها عبارة عن فتاة ابنة رجل الأعمال الذي خدم كضابط حراسات، وخرج من الخدمة بإرادته بعد نجاحه في التصدي لمحاولة اغتيال رئيس الجمهورية، وأصبح رجل أعمال ناجح بعد استلامه شركات والده، يتعرض لمحاولة اغتيال غامضة، ماتت فيها زوجته وابنه، وتبقى من عائلته ابنته، وبدأ رحلة الانتقام والبحث عن القاتل، ثم يجد نفسه متورطا في مخطط كبير، بسببه تتعرض ابنته الوحيدة، لحالة نفسية صعبة بسبب والدها وابتعاده عنها فترة كبيرة، وارتدت السلسلة الخاصة بوالدتها.
في عام 2021 لعبت دور البطولة الرئيسية في مسلسل إلا أنا ج2 (حكاية حلم حياتي) الحكاية الثامنة من مسلسل إلا أنا ج2، الذي تسبب بضجة بسبب نجاح الجزء الأول من المسلسل، وقد لعبت مايان السيد دور (خديجة) وهي فتاة تعاني من التوحد، تتطمح أن تدخل عالم التمثيل وتصبح ممثلة مشهورة، ولكن يقابلها العديد من العقبات، وقد لاقت العديد من المدح والثناء من قبل الجمهور نتيجة لإتقانها دروها ببراعة.

## أعمالها

### المسلسلات
- أبو البنات - 2016
- المغني - 2016
- ظل الرئيس - 2017
- الأب الروحي - 2017
- الأب الروحي ج2 - 2018
- كأنه امبارح - 2018
- فكرة بمليون جنيه - 2019
- زودياك - 2019
- هجمة مرتدة - 2021
- حرب أهلية - 2021
- لعبة نيوتن (Newton's Cradle) - 2021
- إلا أنا ج2 (حكاية حلم حياتي) - 2021
- الإختيار ج3 - 2022
- 1000 حمد الله على السلامة - 2023
- جت سليمة - 2023
- امبراطوية م 2024
- نص الشعب اسمه محمد - 2025

### الأفلام
- حرب كرموز - 2018
- بنات ثانوي - 2020
- هاشتاج #جَوّزني - 2022
- المحكمة - 2021

## وصلات خارجية
- مايان السيد على موقع IMDb (الإنجليزية)
- مايان السيد على موقع الدهليز
- مايان السيد على موقع قاعدة بيانات الأفلام العربية